# طيبة 1
طيبة 1 هو أول قمر صناعي مصري للاتصالات في الموقع المدارى 35.5 درجة شرقاً في الحيز الترددي (Ka) يهدف لتعزيز البنية التحتية لخدمات الاتصالات، لدعم القطاعين الحكومي والتجاري داخل جمهورية مصر العربية، وعدد من الدول العربية ودول حوض النيل. ومن المخطط أن تصل فترة عمل «طيبة 1» إلى أكثر من خمسة عشر عاماً.
تم إطلاق القمر الصناعي في تمام الساعة 11.22 مساء يوم الثلاثاء 26 نوفمبر 2019، من قاعدة الإطلاق في مدينة كورو بإقليم جويانا الفرنسية بأمريكا الجنوبية، عبر صاروخ يحمل القمر إلى المدار الخاص به، والذي يقع على بعد 36 ألف كم من سطح الكرة الأرضية.القمر الصناعي الجديد سيسهم في تحسين البنية التحتية لقطاع الاتصالات عن طريق توفير خدمات الإنترنت السريع والاتصالات للمناطق النائية، ما يساعد في تنمية تلك المناطق واستغلال الموارد الطبيعية بها.